# Camille Deligny
Camille Deligny, née le 6 octobre 1990 à Saint-Lô en France, est une triathlète professionnelle française vainqueur du Challenge Almere-Amsterdam 2016, une course internationale sur distance Ironman.

## Biographie

### Jeunesse et études
Camille Deligny pratique le cyclisme sur route pendant 2 ans puis se consacre à ses études dans la mode, elle est médaillée au concours du Meilleur Apprenti de France, elle poursuit ses études dans la communication visuelle. Après l'obtention de ses diplômes, elle parcours le monde pendant un an. À son retour, elle crée son entreprise de stylisme-modélisme et de fabrication de vêtements.

### Carrière en triathlon
Camille Deligny décide de se remettre au sport en 2014 à l'âge de 23 ans en s'essayant au triathlon. En 2016, elle fait le choix d'abandonner son emploi pour se consacrer au triathlon. Elle rejoint l'équipe de l'A.S.Monaco Triathlon, ce qui marque le début de sa carrière professionnelle. En 2016 après deux saisons sur le circuit professionnel, elle prend la troisième place de l'Embrunman et remporte sa première victoire internationale lors du Challenge Almere-Amsterdam après être montée sur la troisième place de cette épreuve en 2015.
Elle s’essaie au cyclisme féminin en 2018 et rejoint l'équipe professionnelle « St Michel – Auber 93 ». Elle y vit une expérience négative et met fin à cette brève apparition dans cette pratique. Elle se consacre de nouveau au triathlon longue distance ou elle remporte en 2019 le classement féminin du triathlon XXL Frenchman en 9 h 35 en prenant la 14e place du classement général.

## Palmarès
Le tableau présente les résultats les plus significatifs (podium) obtenus sur le circuit international de triathlon depuis 2015.
| Année | Compétition                        | Pays     | Position           | Temps            |
| ----- | ---------------------------------- | -------- | ------------------ | ---------------- |
| 2019  | Frenchman XXL                      | France   | Médaille d'or      | 9 h 35 min 0 s   |
| 2016  | Challenge Almere-Amsterdam         | Pays-Bas | Médaille d'or      | 9 h 18 min 15 s  |
| 2016  | Embrunman                          | France   | Médaille de bronze | 10 h 56 min 5 s  |
| 2016  | Triathlon international de Mimizan | France   | Médaille d'argent  | 10 h 41 min 36 s |
| 2015  | Challenge Almere-Amsterdam         | Pays-Bas | Médaille de bronze | 9 h 29 min 51 s  |